# James Douglas (3e comte de Morton)
 (juin 2024).
James Douglas, 3e comte de Morton (mort en 1548) est le fils de John Douglas, 2e comte de Morton, et le petit-fils de James Douglas, 1er comte de Morton, et de Jeanne d'Écosse, fille de Jacques Ier d'Écosse. Il épouse Catherine Stewart, fille illégitime du roi Jacques IV d'Écosse et de sa maîtresse Marion Boyd. James et Catherine ont eu trois filles : Margaret, Béatrix et Elizabeth. 
Sa fille Elizabeth épouse James Douglas (fils de George Douglas de Pittendreich et d'Élizabeth Douglas) qui hérite du titre de comte de Morton à la mort du père d'Élizabeth et devient ainsi le 4e comte de Morton. 
Sa fille Lady Margaret Douglas épouse James Hamilton, 2e comte d'Arran, qui était l'héritier présomptif de la couronne d'Écosse avant la naissance Jaques VI, fils de Marie Stuart, en 1566. 
Sa fille Béatrix épouse Robert Maxwell, 6e Lord Maxwell. 
Les trois filles du comte de Morton souffraient toutes de problèmes de santé mentale.

## Renonciation au titre nobiliaire
En 1541, le roi Jacques V avait ordonné au comte de se rendre à Inverness pour y être assigné à résidence mais le roi le rencontre à Brechin le 17 octobre 1541. Morton renonce alors à ses titres sur le palais de Dalkeith et à ses terres au profit du roi, à la suite de quoi il est autorisé à rentrer chez lui. David Beaton, Thomas Erskine de Haltoun, John Tennent, Oliver Sinclair de Pitcairns, Andrew Wood de Largo et d'autres courtisans éminents sont témoins de la transaction. Les terres sont immédiatement cédées à Robert Douglas de Lochleven, le mari de l'ancienne maîtresse du roi Margaret Erskine. Robert Douglas renonce finalement au titre au profit de Jacques V le 20 janvier 1542, ne gardant pour lui que le château d'Aberdour.[réf. nécessaire]
En 1543, après la mort de Jacques V, James Douglas conteste avec succès la légitimité de sa renonciation au titre de Morton devant le conseil du régent Arran. Il déclare qu'il était vieux et infirme et qu'il n'aurait probablement pas survécu au confinement imposé à Inverness par le roi, loin du confort de l'East Lothian. Il précise qu'il a été forcé à renoncer à son titre par la menace, contraint par sa « juste passion » (peur légitime) du roi. Il a « calmement » fait rédiger ses objections par un notaire le 29 mars 1542. Le conseil du régent Arran déclare qu'il est un « homme constant » face à la peur et à l'effroi et que les transactions sont mal fondées en droit et sont annulées. Morton est aidé à faire valoir ses droits en 1543 par George Douglas de Pittendreich. L'historienne Jamie Cameron estime que James V voulait peut-être faire bénéficier son fils illégitime James Stewart, 1er comte de Moray, de l'héritage de Morton  au cas où le comté reviendrait au fils de George Douglas.